# Guam
Teritorij Guam (na chamorru: Guåhan) je otok na zapadnom Tihom oceanu. Organizirano je i neuključeno područje SAD-a. 
Domorodačko stanovništvo su Chamorro, koji su prvi nastanili Guam prije oko 3.500 godina. Glavni grad Guama je Hagåtña, bivša Agana (pisano Hagåtña). Guamovo gospodarstvo se uglavnom oslanja na vojne baze SAD-a i na turizam (gosti iz Japana). Američke vojne baze zauzimaju 1/3 cijele površine otoka. UN-ov odbor za dekoloniziranje je uključio Guam na UN-ov popis nesamostalnih teritorija.

## Povijest
Guamova povijest kao kolonije je najduža među tihooceanskim otocima, počevši od Magellanovog posjeta 1521., kada je isti putovao oko svijeta. Guam je postao važna odmorišna postaja na [[Španjolsko 
kolonijalno carstvo|španjolskoj]] trgovinskoj ruti između Filipina i Meksika.
Dok se za kulturu naroda Chamorro može reći da je jedinstvena (čak i u usporedbi sa susjednim Sjevernomarijanskim otocima, kulture Guama i Sjevernih Marijana su pod velikim utjecajem španjolske kulture i tradicije. 
SAD su preuzele vlast nad otokom 1898. nakon bitke kod Guama u španjolsko-američkom ratu. Guam je najjužniji otok u Marijanskim otocima i ova politička promjena je razdvojila sudbine Guama i Sjevernih Marijana (uključujući i Saipan i Tinian). Guam je postao usputna opslužna postaja za američke brodove koji su putovali od i prema Filipinima. 
Za vrijeme drugog svjetskog rata, Guam su napale i osvojile japanske snage. Sjeverni Marijani su postali japanski protektorat još prije rata, i kao posljedica, sjevernomarijanski Chamorri su bili saveznici Japancima. Guamski Chamorri japanska vojska je tretirala kao neprijatelja kojega su zauzeli. SAD su borbom vratile otok (Bitka za Guam 1944.) od Japanaca.
Iako su Sjeverni Marijanski otoci također oslobođeni od vlasti japanskih militarista i došle su pod vlast SAD-a i status "commonwealtha", nekakvi kulturološki jaz je ostao između guamskih i sjevernomarijanskih Chamorra. Kad je donesen "Organic Act of 1950", američko državljanstvo je zajamčeno guamskom stanovništvu, i otok je polako stekao poluautonomni status kao organizirani teritorij.
Guam je pretrpio katastrofalne štete 1997. nakon velikog uragana Pake, koji je udario na otok Guam, snagom skoro kategorije 5 po Saffir-Simpsonovoj ljestvici.